# Heteromys nelsoni
Heteromys nelsoni (Гетероміс Нельсона) — вид гризунів з родини Гетеромісові (Heteromyidae) підряду Бобровиді (Castorimorpha).

## Опис виду
Середня вага тіла дорослої особини: 67.55 гр. Середня повна довжина тіла дорослої особини: 15.76 см.

## Проживання
Проживає в Мексиці і Гватемалі в холодних, вологих схилових гірських лісах з численними епіфітами, мохами та поваленими деревами. Його біологія мало відома. Живе на висотах від 2500 до 2800 м. при середній річній кількості опадів 1600 мм.

## Загрози та охорона
Основною загрозою для цього виду є значна втрата лісів у місцях проживання. Цей вид зустрічається в Національному парку Такана, в Мексиці.
| Панда | Це незавершена стаття з теріології. Ви можете допомогти проєкту, виправивши або дописавши її. |